# Pokémon Champions
『Pokémon Champions』（ポケモンチャンピオンズ）は、ゲームフリークとポケモンワークスが開発し2026年に配信予定のゲームソフト。ジャンルはストラテジーゲーム。Nintendo Switchとスマートフォン向けに、ダウンロード専用ゲームとして開発されている。
ポケモンバトルにフォーカスした作品であり、クロスプラットフォームに対応し、またPokémon HOMEとの連携にも対応予定。